# سباق سيراتزيت تشالنج 2018
سباق سيراتزيت تشالنج 2018 (بالإسبانية: Madrid Challenge by La Vuelta 2018)‏ هو سباق دراجات هوائية من فئة  1.1، وهو الموسم الرابع من سباق سيراتزيت تشالنج، وأقيم خلال الفترة من 15 سبتمبر 2018، وحتى 16 سبتمبر 2018 ضمن سباقات طواف العالم للدراجات للسيدات 2018، وشارك فيه  104 متسابقاً ووصل إلى نهايته  96 متسابقاً.
فاز بالمركز الأول إيلين فان دايك، وبالمركز الثاني كورين ريفيرا، وبالمركز الثالث أودري كوردون، وفاز Ilaria Sanguineti ‏ في ترتيب النقاط.

## الفرق
| فرق سيدات محترفة (20)- يو أي أيه تيم ‏ - بيبينك 2018 ‏ - بيزكايا دورانجو 2018 ‏ - BTC City Ljubljana ‏ - فريق كوجياس ميتلر لوك برو للدراجات ‏ - Cylance Pro Cycling (women's team) ‏ - دولتشيني فان إيك سبورت 2018 ‏ - FDJ–Suez ‏ - Health Mate–Cyclelive Team ‏ - هايتك بوردكتس-بيرك سبورت 2018 ‏ - لوتو سودال للسيدات 2018 ‏ - Liv AlUla Jayco ‏ - موفيستار للسيدات ‏ - باركهوتل فالكنبورغ 2018 ‏ - سوبيلا ومنز تيم ‏ - موسم فريق سنويب للسيدات 2018 ‏ - PatoBike–BMC ‏ - فالكار-بي بي إم 2018 ‏ - Wiggle High5 Pro Cycling ‏ - Ceratizit Pro Cycling ‏ فريق وطني- فريق إسبانيا لركوب الدراجات للسيدات 2018 ‏ |  |
| |  |

## المراحل
| قائمة المراحل | قائمة المراحل | قائمة المراحل                         | قائمة المراحل               | قائمة المراحل | قائمة المراحل                 | قائمة المراحل  |
| المرحلة       | التاريخ       | الدورة                                |                             | المسافة (كم)  | الفائز بالمرحلة               | القائد العام   |
| ------------- | ------------- | ------------------------------------- | --------------------------- | ------------- | ----------------------------- | -------------- |
| المرحلة 1     | 15 سبتمبر     | بواديلا ديل مونتي – بواديلا ديل مونتي | سباق الطريق ضد الساعة للفرق | 12٫6          | موسم فريق سنويب للسيدات 2018 ‏ | ليا كيرشمان    |
| المرحلة 2     | 16 سبتمبر     | مدريد – مدريد                         | مرحلة مستوية                | 100٫3         | جورجيا برونزيني               | إيلين فان دايك |

## النتيجة

### مرحلة 1
هي مرحلة من نوع سباق الزمن على الطريق للفرق، أقيمت في 15 سبتمبر 2018، وامتدّت لمسافة 12.6 كيلومتر. فاز بالمرحلة موسم فريق سنويب للسيدات 2018 ‏، وكان متصدر الترتيب العام في نهاية المرحلة ليا كيرشمان.
| التصنيف العام         | التصنيف العام      | التصنيف العام             | التصنيف العام  | التصنيف العام |
| المتسابقة             | المتسابقة          | الفريق                    | الوقت          |               |
| --------------------- | ------------------ | ------------------------- | -------------- | ------------- |
| 1                     | ليا كيرشمان        | فريق سنويب للسيدات ‏       | 17 س 40 د 00 ث |               |
| 2                     | كورين ريفيرا       | فريق سنويب للسيدات ‏       | + 0 ث          |               |
| 3                     | إيلين فان دايك     | فريق سنويب للسيدات ‏       | + 0 ث          |               |
| 4                     | ليان ليبرت         | فريق سنويب للسيدات ‏       | + 0 ث          |               |
| 5                     | أودري كوردون       | Wiggle High5 Pro Cycling ‏ | + 18 ث         |               |
| 6                     | إليسا ونغو بورغيني | Wiggle High5 Pro Cycling ‏ | + 18 ث         |               |
| 7                     | إميليا فهلين       | Wiggle High5 Pro Cycling ‏ | + 18 ث         |               |
| 8                     | ليزا برينور        | Wiggle High5 Pro Cycling ‏ | + 18 ث         |               |
| 9                     | كيرستن وايلد       | Wiggle High5 Pro Cycling ‏ | + 18 ث         |               |
| 10                    | غراسي إلفن         | Liv AlUla Jayco ‏          | + 46 ث         |               |
|                       |                    |                           |                |               |
| مصدر: ProCyclingStats |                    |                           |                |               |

### مرحلة 2
هي مرحلة مستوية، أقيمت في 16 سبتمبر 2018، وامتدّت لمسافة 100.3 كيلومتر. فاز بالمرحلة جورجيا برونزيني، وكان متصدر الترتيب العام في نهاية المرحلة إيلين فان دايك.
| التصنيف العام | التصنيف العام      | التصنيف العام             | التصنيف العام | التصنيف العام |
| المتسابقة     | المتسابقة          | الفريق                    | الوقت         |               |
| ------------- | ------------------ | ------------------------- | ------------- | ------------- |
| 1             | إيلين فان دايك     | فريق سنويب للسيدات ‏       | 2 س 35 د 03 ث |               |
| 2             | كورين ريفيرا       | فريق سنويب للسيدات ‏       | + 11 ث        |               |
| 3             | أودري كوردون       | Wiggle High5 Pro Cycling ‏ | + 15 ث        |               |
| 4             | ليا كيرشمان        | فريق سنويب للسيدات ‏       | + 18 ث        |               |
| 5             | ليان ليبرت         | فريق سنويب للسيدات ‏       | + 24 ث        |               |
| 6             | إميليا فهلين       | Wiggle High5 Pro Cycling ‏ | + 29 ث        |               |
| 7             | كيرستن وايلد       | Wiggle High5 Pro Cycling ‏ | + 36 ث        |               |
| 8             | سارة روي           | Liv AlUla Jayco ‏          | + 41 ث        |               |
| 9             | ليزا برينور        | Wiggle High5 Pro Cycling ‏ | + 42 ث        |               |
| 10            | إليسا ونغو بورغيني | Wiggle High5 Pro Cycling ‏ | + 42 ث        |               |
|               |                    |                           |               |               |
|               |                    |                           |               |               |

## التصنيف العام النهائي
| التصنيف العام         | التصنيف العام      | التصنيف العام             | التصنيف العام | التصنيف العام |
| المتسابقة             | المتسابقة          | الفريق                    | الوقت         |               |
| --------------------- | ------------------ | ------------------------- | ------------- | ------------- |
| 1                     | إيلين فان دايك     | فريق سنويب للسيدات ‏       | 2 س 35 د 03 ث |               |
| 2                     | كورين ريفيرا       | فريق سنويب للسيدات ‏       | + 11 ث        |               |
| 3                     | أودري كوردون       | Wiggle High5 Pro Cycling ‏ | + 15 ث        |               |
| 4                     | ليا كيرشمان        | فريق سنويب للسيدات ‏       | + 18 ث        |               |
| 5                     | ليان ليبرت         | فريق سنويب للسيدات ‏       | + 18 ث        |               |
| 6                     | إميليا فهلين       | Wiggle High5 Pro Cycling ‏ | + 29 ث        |               |
| 7                     | ليزا برينور        | Wiggle High5 Pro Cycling ‏ | + 36 ث        |               |
| 8                     | إليسا ونغو بورغيني | Wiggle High5 Pro Cycling ‏ | + 36 ث        |               |
| 9                     | سارة روي           | Liv AlUla Jayco ‏          | + 41 ث        |               |
| 10                    | Polona Batagelj ‏   | BTC City Ljubljana ‏       | + 57 ث        |               |
|                       |                    |                           |               |               |
| مصدر: ProCyclingStats |                    |                           |               |               |

### تصنيف النقاط
| تصنيف النقاط          | تصنيف النقاط          | تصنيف النقاط                        | تصنيف النقاط | تصنيف النقاط |
| المتسابقة             | المتسابقة             | الفريق                              | النقاط       |              |
| --------------------- | --------------------- | ----------------------------------- | ------------ | ------------ |
| 1                     | Ilaria Sanguineti ‏    | فالكار سيلانس ‏                      | 17 نقطة      |              |
| 2                     | أودري كوردون          | Wiggle High5 Pro Cycling ‏           | 14 نقطة      |              |
| 3                     | إيلين فان دايك        | فريق سنويب للسيدات ‏                 | 11 نقطة      |              |
| 4                     | جورجيا برونزيني       | Cylance Pro Cycling (women's team) ‏ | 10 نقطة      |              |
| 5                     | Rozanne Slik ‏         | FDJ–Suez ‏                           | 10 نقطة      |              |
| 6                     | كورين ريفيرا          | فريق سنويب للسيدات ‏                 | 9 نقطة       |              |
| 7                     | إميليا فهلين          | Wiggle High5 Pro Cycling ‏           | 9 نقطة       |              |
| 8                     | سارة روي              | Liv AlUla Jayco ‏                    | 9 نقطة       |              |
| 9                     | شارلوت بيكر           | تيم كوب هايتك بوردكتس ‏              | 7 نقطة       |              |
| 10                    | لوسيا غونزاليس بلانكو | بيزكايا دورانجو ‏                    | 7 نقطة       |              |
|                       |                       |                                     |              |              |
| مصدر: ProCyclingStats |                       |                                     |              |              |

## وصلات خارجية
- الموقع الرسمي
- لمحة عن سباق سباق سيراتزيت تشالنج 2018 على موقع  ProCyclingStats   (برو  سايكلنج  ستاتس) - إحصاءات  محترفي  الدراجات.
- سباق سيراتزيت تشالنج 2018 على موقع إحصائيات الدراجات الإحترافية (الإنجليزية)